# Randolph von Breidbach-Bürresheim
Randolph Freiherr von Breidbach-Bürresheim (* 10. August 1912 in Bonn; † 13. Juni 1945 im KZ Sachsenhausen) war Jurist, Reserveoffizier und gehörte zum Kreis des deutschen Widerstandes vom 20. Juli 1944.

## Leben
Randolph von Breidbach-Bürresheim wurde 1912 in Bonn als Sohn des Rittmeisters Hubert Freiherr von Breidbach-Bürresheim,  Chef einer Eskadron des Königs-Husaren-Regimentes Nr. 7, und dessen Ehefrau Maria-Anna, geborene Gräfin Wolff-Metternich geboren. Zunächst lebte er auf der Burg Satzvey in der Eifel, die seinen Großeltern Wolff-Metternich gehörte, und wegen des Ersten Weltkrieges ab April 1918 auf dem Familiengut Schloss Fronberg in Schwandorf. Ab 1922 besuchte er das Gymnasium in Kloster Metten und anschließend das Maximiliansgymnasium in München, wo er 1931 das Abitur ablegte.
Er studierte dann an der Ludwig-Maximilians-Universität München Rechtswissenschaften
und schloss sein Studium 1936 mit dem Ersten Staatsexamen und im Mai 1938 mit der Promotion an der Friedrich-Alexander-Universität Erlangen ab. Im Januar 1941 konnte er dann noch sein Zweites Staatsexamen ablegen. Während des Studiums war er ab November 1933 Mitglied der SA-Reitertruppe in München, um die Eingliederung in den Nationalsozialistischen Deutschen Studentenbund zu umgehen.
Nach seiner Promotion („Die Haftung des Binnenschiffers“) 1938 wurde Randolph von Breidbach-Bürresheim Mitarbeiter der Kanzlei Josef Müller, die zahlreiche Nazigegner vor Gericht verteidigte. Besonders Josef Müller selbst und sein Umfeld im Amt Ausland/Abwehr des Oberkommandos der Wehrmacht, wie etwa Vizeadmiral Wilhelm Canaris, Hans von Dohnanyi und Generalmajor Hans Oster, hatten in dieser Zeit großen Einfluss auf Breidbach-Bürresheim.

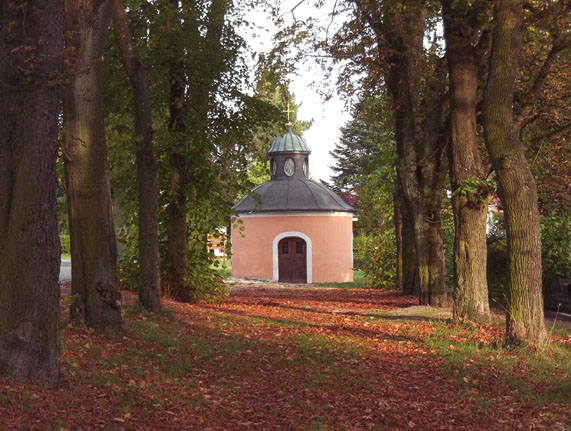
Gedächtnisstätte / Petrus-Kapelle in Fronberg

Mitte der 1930er Jahre leistete Breidbach Militärdienst im traditionsreichen Bayerischen Reiterregiment Nr. 17 in Bamberg und durchlief die Ausbildung zum Reserveoffizier. Im November 1939 war er als Oberleutnant d.R. der Wehrmacht zunächst in der Abwehrstelle München tätig, nahm dann im Frühjahr 1940 am Westfeldzug teil und schließlich ab 1941 am Krieg gegen die Sowjetunion 1941–1945. Dort erkrankte er 1942/43 an Gelbsucht. Breidbach diente im Grenadier-Ersatz- und Ausbildungsbataillon 55. Vor allem die Erfahrungen im Russlandfeldzug bewogen ihn schließlich dazu, die Verbrechen der Wehrmacht in diesem Krieg als Berichte (sog. Breidbach-Berichte) aufzuschreiben und an seine Kanzlei zu senden. Nach der Verhaftung von Hans von Dohnanyi, Dietrich Bonhoeffer und Josef Müller am 5. April 1943 ermittelte die Gestapo in deren Umfeld im Amt Ausland/Abwehr. Das führte zur Entdeckung seiner Berichte und zu seiner Verhaftung im Mai 1943 wegen Verstoßes gegen das Heimtückegesetz. Trotz eines Freispruchs im März 1944 behielt das Reichssicherheitshauptamt ihn weiterhin in Haft.
Daraufhin wurde seine Mutter im Frühjahr 1944 aktiv und bat Claus Schenk Graf von Stauffenberg, der ebenso wie Breidbach-Bürresheim im Bamberger Reiterregiment Nr. 17 gedient hatte, um Hilfe für ihren Sohn. Stauffenberg stellte ihr in einem Gespräch einen „schon bald stattfindenden positiven Ausgang“ in Aussicht. Nach dem gescheiterten Attentat vom 20. Juli 1944 auf Hitler wurde Randolph von Breidbach-Bürresheim in Zusammenhang mit dem Täterumfeld gebracht und in das Gestapo-Gefängnis nach Berlin-Moabit verlegt, um Geständnisse zu erzwingen, was jedoch misslang. Kurz vor dem Ende des Krieges wurde er im Februar 1945, wohl wegen des Vorrückens der Alliierten, in das KZ Sachsenhausen verlegt. Nach der Befreiung des KZ am 22. April 1945 verstarb Randolph von Breidbach-Bürresheim wegen einer fortgeschrittenen Tuberkulose am 13. Juni 1945 im Lager.

## Würdigung
- Die katholische Kirche hat Randolph Freiherr von Breidbach-Bürresheim als Glaubenszeugen in das deutsche Martyrologium des 20. Jahrhunderts aufgenommen.
- Seine Familie baute die Petrus-Kapelle im Stadtteil Fronberg in den 1950er Jahren zu einer Gedenkstätte um. Die Stadt Schwandorf benannte die anliegende Straße in Randolf-von-Breidbach-Straße um.